# Godzilla (film, 2014)
Godzilla je americko-japonský akční dobrodružný film z roku 2014. Režie se ujal Gareth Edwards a scénáře Max Borenstein. Je to třicátý film z frančízy Godzilla a první film z filmové série MonsterVerse. Hlavní role hrají Aaron Taylor-Johnson, Ken Watanabe, Elizabeth Olsen, Juliette Binocheová, Sally Hawkins, David Strathairn a Bryan Cranston. Snímek byl produkován Legendary Pictures a Warner Bros. Pictures, v Japonsku film distribuovala společnost Toho. Projektování začalo v roce 2004 a původně byl plánován krátký film pro IMAX, později byl transformován do filmu. Natáčení probíhalo v roce 2013 ve Spojených státech amerických a v Kanadě. Godzilla byla do kin uvedena ve 2D, 3D a IMAX 16. května 2014. V České republice měla premiéru o den dříve. Snímek vydělal přes 529 milionů dolarů. V roce 2017 měl premiéru prequel s názvem Kong: Ostrov lebek, v roce 2019 sequel Godzilla II Král monster a v roce 2021 Godzilla vs. Kong.

## Děj
Roku 1954 se armáda Spojených států pomocí jaderných bomb pokusila v atolu Bikini zabít Godzillu, prehistorického alfa predátora. Roku 1999 vědci organizace Monarch – Ishiro Serizawa a Vivienne Grahamová – zkoumají obří kostru tvora (stejného druhu jako je Godzilla) v jeskyni pod propadlým uranovým dolem na Filipínách. Zde nalézají dvě obří vejce, jedno v hibernaci a druhé vylíhnuté: cosi se z něj odplazilo do moře. Mezitím v Japonsku, se v jaderné elektrárně ve městě Janjira děje neobvyklá seismická aktivita. Dozorčí Joe Brody vyšle svou manželku Sandru a tým techniků k reaktoru, dojde však k nehodě a hrozí únik radiace. Joe je nucen uzavřít dveře reaktoru, zatímco Sandra a celý tým umírají v důsledku ozáření.
O patnáct let později se Joeův syn Ford, pyrotechnik námořnictva USA, vrací z mise domů do San Francisca za ženou Elle a synem Samem. Je však povolán do Japonska, jelikož jeho otec byl chycen, jak se snaží vstoupit do zakázané janjirské zamořené zóny. Joe je odhodlán zjistit příčinu roztavení reaktoru (nevěří, že důvodem bylo zeměstřesení), a přinutí Forda mu pomoci získat své spisy o nehodě z jejich starého domova. V zakázané zóně zjišťují, že zde žádná radiace není a spisy skutečně nalézají, jsou však chyceni a odvezeni do zařízení v ruinách elektrárny. Výzkumné zařízení drží v tajnosti obří kokon, který se po patnáct let živí radiací z reaktorů a vysílá silné elektromagnetické impulsy. Vzápětí se z kokonu vylíhne obří okřídlený tvor, zdevastuje zařízení a odlétá kamsi pryč. Joe je vážně zraněn a později umírá. Celý incident je veřejně publikován jako zemětřesení.
Serizawa, Grahamová a Ford se připojují k flotile námořnictva vedené admirálem Williamem Stenzem. Flotila pátrá po onom okřídleném tvorovi, pracovně zvaném MUTO (v anglickém originále Massive Unidentified Terrestrial Organism), a Serizawa s Grahamovou odhalí, že roku 1954 hlubinná jaderná ponorka probudila Godzillu, a že jaderné testy v padesátých letech byly ve skutečnosti pokusy tohoto predátora zabít; když tento záměr nevyšel, vznikla organizace Monarch, která má za úkol tajit existenci těchto tvorů a eventuálně je studovat. Je vysvětleno, že tito tvorové před miliony let obývali prehistorickou Zemi, v dobách, kdy byla mnohem vyšší úroveň radiace, kterou se živí. Jakmile radiace poklesla, uložili se do dlouhodobé hibernace až do dnešních dní. Vzápětí vysvětlí, že to bylo právě MUTO, co způsobilo nehodu v Janjiře před patnácti lety. Díky Joeovu výzkumu následně zjistí, že MUTO pomocí echolokace s čímsi komunikuje, pravděpodobně s Godzillou.
MUTO zaútočí na ruskou jadernou ponorku a přistane na Oahu, kde požírá její štěpný materiál. Na ostrov dorazí Godzilla, způsobí tsunami v Honolulu a zaútočí na MUTO, které vzápětí odletí pryč. Serizawovi dojde, že echolokace nebyla cílená na Godzillu, ale na něco jiného: donutí proto vojsko, aby prověřilo druhé vejce uložené ve skladišti jaderného odpadu v hoře Yucca v Nevadě. Nicméně, druhé a podstatně větší bezkřídlé MUTO se již vylíhnulo a napadlo Las Vegas. Vědci odhadují, že je to samice, a echolokace byla ve skutečnosti výzva k páření. Přes námitky vědců proto Stenz souhlasí s plánem využít jaderné hlavice jako návnadu, Godzillu i obě MUTO vylákat na otevřené moře a tam je zničit.
Ford se připojuje k týmu, který se vrací na půdu Spojených států a má za úkol přepravit jaderné hlavice vlakem, ovšem samičí MUTO je napadne a většinu hlavic pozře. Zbývající hlavice je letecky přepravena do San Francisca, kde se mají obě MUTO setkat, ovšem na pobřeží u mostu Golden Gate Bridge se objeví Godzilla, pročež vojáci aktivují hlavici. Samec MUTO vzápětí hlavici odnese do nitra města, kde samice naklade vejce a zbuduje hnízdo. Godzilla se pustí do boje s oběma MUTO.
Jaderná bomba, kterou kvůli poškození nelze dálkově deaktivovat, představuje v centru San Francisca problém. Je proto vyslán vzdušný výsadek, jehož se účastní i Ford, aby ručně zneškodnil hlavici. Tým však zjišťuje, že ani ručně nelze hlavici deaktivovat. Bombu proto umístí na loď s úmyslem nechat ji vybuchnout v bezpečné vzdálenosti, zatímco Ford zničí hnízdo a všechna vejce. Godzilla s vypětím sil zabije obě MUTO a vyčerpáním padne na zem. Ford se dostane na loď a odpluje na otevřené moře, kde jej čeká jistá smrt, je ovšem na poslední chvíli zachráněn vrtulníkem. Hlavice vzápětí exploduje bezpečně daleko. Ford se následujícího rána setká se svou rodinou, zatímco Godzilla se probudí a vrátí zpět do moře. Média jej oslavují jako „Krále monster“ a přemítají nad tím, zda je skutečně ochráncem.

## Obsazení

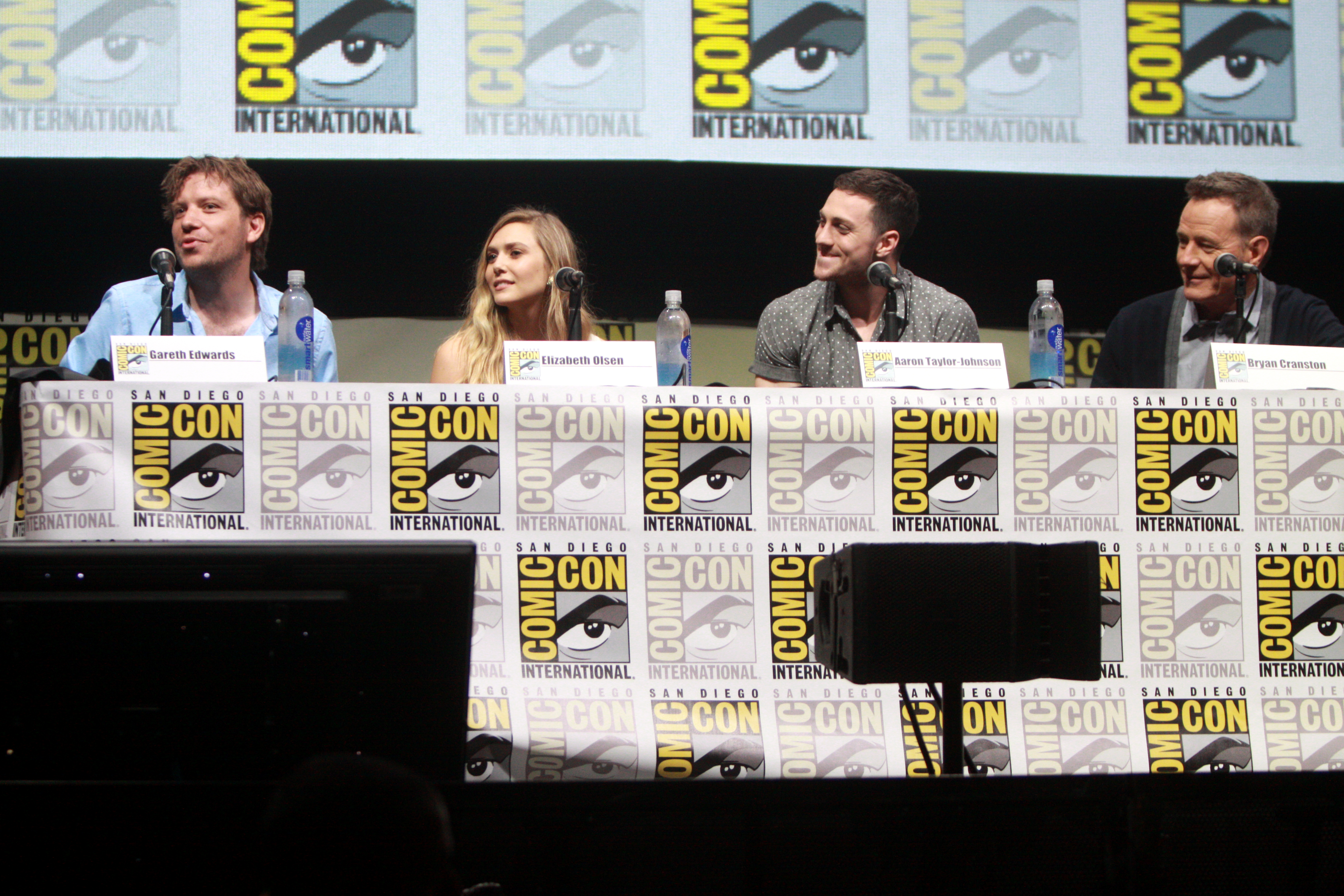
Gareth Edwards, Elizabeth Olsen, Aaron Taylor-Johnson a Bryan Cranston na Comic-Conu v San Diegu.

| Aaron Taylor-Johnson | Ford Brody             |
| Bryan Cranston       | Joseph Brody           |
| Ken Watanabe         | Dr. Ishiro Serizawa    |
| Elizabeth Olsen      | Elle Brody             |
| Sally Hawkins        | Dr. Vivienne Grahamová |
| Juliette Binocheová  | Sandra Brody           |
| David Strathairn     | admirál William Stenz  |
| Carson Bolde         | Sam Brody              |
| Richard T. Jones     | kapitán Russel Hampton |
| Victor Rasuk         | seržant Tre Morales    |

## Přijetí

### Tržby
Film vydělal za premiérový večer 9,3 milionů dolarů za první víkend vydělal 93,2 milionů dolarů a stal se tak pátým nejvýdělečnějším filmem za první víkend v roce 2014. Godzilla se stala třináctým nejvýdělečnějším filmem roku 2014 v Severní Americe. Film vydělal 200,7 milionů dolarů v Severní Americe a 328,4 milionů dolarů v ostatních oblastech, celkově tak vydělal 529 milionů dolarů po celém světě. Rozpočet filmu činil 160 milionů dolarů.

### Recenze
Film získal obecně pozitivní recenze od kritiků. Na recenzní stránce Rotten Tomatoes získal z 287 započtených recenzí 74 procent s průměrným ratingem 6,6 bodů z deseti. Na serveru Metacritic snímek získal z 48 recenzí 62 bodů ze sta. Na Česko-Slovenské filmové databázi snímek získal 60%.